# Dub War
Dub War — музыкальная метал-группа из Уэльса, Великобритания. Она была основана в 1993 году в Ньюпорте, Южный Уэльс. Группа играет в жанре метал, однако также экспериментирует со стилями панк и регги.

## История
Группа была сформирована в 1993 году в Ньюпорте, Южный Уэльс, Великобритания. Благодаря метал лейблу Earache Records, группа выпустила два альбома: Pain в 1995 и Wrong Side of Beautiful в 1996 годах. В 1999 году группа разделилась из-за спора о лейбле.
Солист группы Бенжи Уэббе недолго исполнял в супергруппе Mass Mental, затем перешёл к Skindred, где также исполняли Джефф Роуз и Мартин Форд, однако последний чуть позже покинул группу.
В 2010 году Дигби Пирсон, основатель Earache Records, предложил Бенжи выпустить DVD диски с записями последних двух концертов Dub War.
В 2014 году группа собралась вновь. Мартин Форд, бывший барабанщик, был заменён Майки Грегори. В мае 2015 года группа участвовала на фестивале Download. Кроме того, участники Dub War заявили, что примут участие на фестивале Velvet Coalmine 2015 года вместе с Ники Уайром и Meat Puppets.
В марте 2016 года группа выпустила первый за 19 лет сингл, Fun Done.

## Дискография

### Альбомы
Альбомы Dub War:
| Год  | Название                      |
| ---- | ----------------------------- |
| 1994 | Dubwarning (мини-альбом)      |
| 1995 | Pain                          |
| 1996 | Wrong Side of Beautiful       |
| 1998 | Step Ta Dis                   |
| 2005 | Demos 1998                    |
| 2010 | The Dub, The War and the Ugly |

### Синглы
Синглы Dub War:
| Год  | Сингл               | Альбом                  |
| ---- | ------------------- | ----------------------- |
| 1994 | Respected           | Dubwarning              |
| 1994 | Mental EP           | Pain                    |
| 1995 | Gorrit              | Pain                    |
| 1995 | Strike It           | Pain                    |
| 1995 | Enemy Maker         | Wrong Side of Beautiful |
| 1996 | Cry Dignity         | Wrong Side of Beautiful |
| 1996 | Soundclash EP       | N/A                     |
| 1997 | Million Dollar Love | Wrong Side of Beautiful |
| 1997 | Dreams & Illusions  | N/A                     |
| 2016 | Fun Done            | N/A                     |
| 2016 | Making a Monster    | N/A                     |